# 58. pěší divize (Wehrmacht)
58. pěší divize (německy: 58. Infanterie-Division) byla divize německé armády (Wehrmacht) za druhé světové války.

## Historie
58. pěší divize byla založena 26. srpna 1939 v Lüneburgu v rámci druhé sestavovací vlny německé armády. Divize se od 10. května 1940 do 25. června 1940 účastnila západního tažení a poté byla nasazena v Belgii jako okupační vojsko až do 20. dubna 1941.
Od 21. dubna 1941 byla divize shromážděna ve Východním Prusku a od 22. června 1941 se účastnila operace Barbarossa. Divize pronikla až k Leningradu a byla zapojena do poziční války okolo obklíčeného Leningradu. Následovaly boje na řece Volchov u Děmjanska, u Krasného Boru, u Mgy, u Něvelu a na řece Narvě.
Po sovětské ofenzivě v létě 1944, obranných bojích v předmostí Němenu a bojích na Sambijském poloostrově dorazily části 58. pěší divize přes Viselskou kosu do delty Visly, kde byl u Sztutowa zřízen záchytný tábor. Odtud následoval převoz loděmi na Helskou kosu.
Poslední vojáci divize padli do sovětského zajetí pod vedením plukovníka Eggemanna.

## Velitelé
| Datum          | Hodnost                | Jméno                |
| -------------- | ---------------------- | -------------------- |
| 26. srpen 1939 | generálporučík         | Iwan Heunert         |
| 4. září 1940   | generálporučík         | Friedrich Altrichter |
| 2. duben 1941  | generálporučík         | Karl von Graffen     |
| 1. květen 1943 | generál dělostřelectva | Wilhelm Berlin       |
| 7. červen 1943 | generálporučík         | Curt Siewert         |
| 13. duben 1945 | plukovník              | Fritz Klasing        |